# Бау-Бау (национальный парк)
Национальный парк Бау-Бау (англ. Baw Baw National Park) — национальный парк, расположенный в штате Виктория, Австралия в 111 км к востоку от Мельбурна. Общая площадь территории национального парка — 135 км².

## История
Данная область впервые была исследована в 1860 году, немецким путешественником и ботаником Фердинандом фон Мюллером. В 1880—1890-х годах здесь были найдены месторождения золота, после чего территория стала быстро заселяться.
В 1979 году здесь был открыт национальный парк, а в 2008 году парк включили список Объектов Национального наследия Австралии.

## Название
Название национального парка берётся от одноимённой горы, которая расположена на территории парка и на языке местного аборигенного клана означает «эхо».

## Описание
На территории национального парка находятся несколько вершин (горы Бау Бау, Сейнт Гвинир, Сейнт Филлэк, Эрика и Уайтлоу), а также густая растительность альпийских лугов с редчайшими образцами местной флоры (напр., малоцветковый эвкалипт).